# Aldeonte
Aldeonte es un municipio y localidad española de la provincia de Segovia, en la comunidad autónoma de Castilla y León. Situado en la Comunidad de villa y tierra de Sepúlveda, contiene a las pedanías de El Olmillo y Covachuelas. El término municipal tiene una población de 55 habitantes (INE 2024)

## Geografía

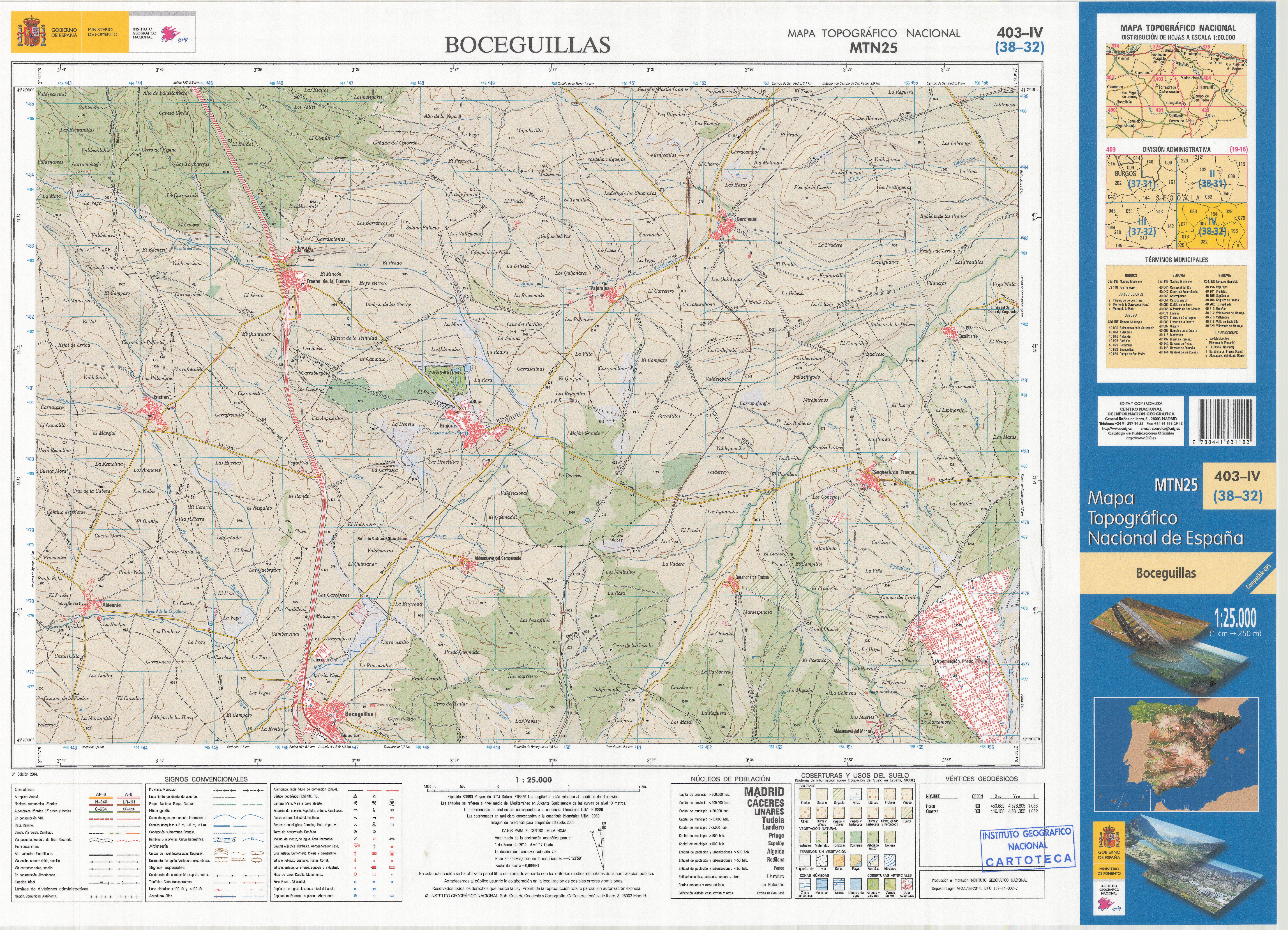
Fragmento de la hoja 403 del Mapa Topográfico Nacional de España de 2014 en el que se representa parte de Aldeonte

Se ubica en las proximidades de la A-1, en la salida a la altura del km 120 al oeste dirección norte, a dos kilómetros de Boceguillas, muy próximo a los tres pueblos llamados Navares (Navares de Ayuso, Navares de Enmedio y Navares de las Cuevas).Aunque el paisaje de municipio es el de la campiña, con extensas franjas de terreno ondulados. La localidad se encuentra situada en la vega del colindante arroyo Torubio o de las Vegas.
En la parte oeste destacan pedregales del macizo calizo y en el este la extensa campiña dónde se extienden enormes campos de cereales y girasoles.

Los prados de diente y choperas en la vega del arroyo de la Hoz o Mariaceite y sus afluentes son de gran valor ecológico.
| Noroeste: Urueñas   | Norte: Navares de Ayuso, Encinas      | Noreste: Grajera     |
| Oeste: Sepúlveda    |                                       | Este: Boceguillas    |
| Suroeste: Sepúlveda | Sur: Sepúlveda, Barbolla, Boceguillas | Sureste: Boceguillas |

## Historia
Las primeras noticias que se tienen sobre la localidad, se sitúan alrededor del año 1650, quedando encuadrado dentro del Ochavo de Bercimuel de la Comunidad de Villa y Tierra de Sepúlveda. En esta fecha aparece escrito como Aldea de la Fuente, dos palabras evolucionarían a Aldeayonte, Aldea Fonte, Aldefonte y finalmente a Aldeonte.
El poblado original comprendía tres barrios: Santa María del Prado, donde había una ermita, La Reguera, y el actual que ha permanecido en el tiempo quedando los dos primeros despoblados. Además de estos se localizaban en sus inmediaciones las localidades hoy despobladas de Aldealpozo y Pero Blasco.

## Demografía
Cuenta con una población de 55 habitantes (INE 2024).
| Gráfica de evolución demográfica de Aldeonte entre 1842 y 2021 |
| |
| Población de derecho según los censos de población del INE Población de hecho según los censos de población del INEEntre el censo de 1857 y el anterior, crece el término del municipio porque incorpora a 405025 (Olmillo) |

## Administración y política
| Periodo   | Nombre                                                                | Partido | Partido |
| --------- | --------------------------------------------------------------------- | ------- | ------- |
| 1979-1983 | Miguel González Sanz                                                  |         | UCD     |
| 1983-1987 | Felipe Carlos Cristóbal Yagüe                                         |         | PSOE    |
| 1987-1991 | Javier Egido Arnanz                                                   |         | UC-CDS  |
| 1991-1995 | Antonio Martín Arroyo (1991-1993)Gerardo Bartolomé Bernal (1993-1995) |         | PP CDS  |
| 1995-1999 | Julián Burgueño de Frutos                                             |         | PP      |
| 1999-2003 | Santiago Estebaranz Cubillo                                           |         | PP      |
| 2003-2007 | Gerardo Bartolomé Bernal                                              |         | PP      |
| 2007-2011 | Gerardo Bartolomé Bernal                                              |         | PP      |
| 2011-2015 | Gerardo Bartolomé Bernal                                              |         | PP      |
| 2015-2019 | Gerardo Bartolomé Bernal                                              |         | PP      |
| 2019-2023 | Gerardo Bartolomé Bernal                                              |         | PP      |
| 2023-act. | Gerardo Bartolomé Bernal                                              |         | PP      |

## Cultura

### Patrimonio
- Iglesia parroquial dedicada a San Frutos, obra barroca del siglo XVII. Según la leyenda, la imagen del patrón San Frutos cuando fue llevada a la iglesia de Encinas en el siglo XVI, volvió ella misma a Aldeonte, hecho por el cual despertó gran veneración entre los vecinos;
- Ruinas del Santuario de la Virgen de los Prados. Existe una procesión tradicional hasta el lugar donde estuvo su santuario, que antes también se realizaba cuando ocurrían calamidades públicas.
- Ruinas los despoblados de Santa María del Prado, La Reguera, Aldealpozo y Pero Blasco.
- Dos antiguos palomares.
- Fuente Capalana, se utilizó en 1960 como abrevadero para el ganado ovino y vacuno.[4][7]

### Fiestas
- Dulce Nombre de María, el 18 de septiembre.
- San Frutos, patrón del municipio, el 25 de octubre, son las fiestas mayores y cuentan con misa, procesión, vermut con dulzaina y tamboril, pasacalles, castillos hinchables, juegos, y un baile con orquesta.
- Virgen de los Prados, el primer sábado de septiembre (o el 8 si cae en sábado), cuenta con misa, procesión, subasta de los palos de las andas y el canto de la salve.[8][1]

### Tradiciones
Cuentan que tras la destrucción de la ermita de la Virgen de los Prados, ésta fue trasladada a Encinas, desapareciendo de allí. La leyenda dice que fue la propia imagen la que regresó a su término originario de Aldeonte, por lo que desde entonces se venera en el municipio. La tradición en torno a la Virgen ha construido una procesión hasta el lugar donde estuvo su santuario, antes también se realizaba cuando ocurrían calamidades públicas.

### Gastronomía
Son famosos los quesos artesanales, los corderos de lechal hechos al horno de leña y las codornices al vino.

### Jerga
Un ejemplo es que los vecinos llaman 'cámbara' a la parte superior de la vivienda destinada a almacén. Probablemente venga de Ganbara, que en vascuence significa desván. Hay que recordar que toda la zona se repobló en el siglo XI por vasco-navarros y la presencia de la gacería en el entorno con gran componente vasco.